# パジャママン
『パジャママン』は、藤子不二雄（のちの藤子・F・不二雄）による日本の漫画。原案は子供向けバラエティ番組『ママとあそぼう!ピンポンパン』の中のオリジナル楽曲『パジャママンのうた』。同曲の歌詞同様、不思議なパジャマを着てヒーローとなる少年少女の活躍を描いた幼児向け作品であり、同曲の作詞者である阿久悠が本作の原案者にクレジットされている。

## 掲載誌
以下の講談社の幼年向け雑誌4誌に、約1年にわたって連載された。
- 『テレビマガジン』1973年12月号から1974年10月号まで
- 『たのしい幼稚園』1973年12月号から1974年11月号まで
- 『おともだち』1973年12月号から1974年11月号まで
- 『ディズニーランド』1974年1月号から1974年11月号まで

連載当時は単行本は存在していなかったが、2010年に小学館から『藤子・F・不二雄大全集』として刊行され、初単行本化が実現した。
| 月号 | テレビマガジン         | たのしい幼稚園             | おともだち                   | ディズニーランド     |
| ---- | ---------------------- | -------------------------- | ---------------------------- | -------------------- |
| 12   | パジャママンたんじょう | パジャマでぼうけん         | スーパーパジャマとはだしぐつ | -                    |
| 1    | コアちゃんのかつやく   | たき火と火事               | たこのひとさらい             | おししどろぼう       |
| 2    | わすれ草               | かたづけましょう           | パジャママンだるま           | ゆうびんです         |
| 3    | 目ざましぐすり         | おねしょさわぎ             | でんしゃごっこ               | ご本よんで！！       |
| 4    | 切手とゆうかい         | ネコかトラか               | お花見にいこう！             | トイレについてきて   |
| 5    | ピストル男を追え！     | 人さらいをやっつけろ！     | かしわもちだいすき！         | みんなみいつけたっ！ |
| 6    | ニセ札がいっぱい       | ものおきなんてへっちゃらさ | せんめんきは？               | たからさがしごっこ   |
| 7    | 大太郎とパジャママン   | 大きなプール？             | こおりのへや                 | えきまでおむかえ     |
| 8    | パパがピンチ！？       | きれいな花火               | おばけこわいよ               | たくさんつれた！？   |
| 9    | ユーレイが出た！       | 台風で水びたし             | おとをたてないで             | ねながらたおせ！     |
| 10   | ロケットのなみだ       | 遠足にいこう！             | おふろはきらい               | かげ絵あそび         |
| 11   | -                      | おちばの雨                 | ハイキング                   | おちばそうじ         |

掲載年は12月号（1973年）以外すべて1974年である。
上記表の出典は特筆ない限り『藤子・F・不二雄大全集』の物であり、副題も同書の物で連載時には別の副題がついてたり副題の無い場合がある。

## 概要
『テレビマガジン』での連載前の予告には「ゆかいなスーパーマン」として紹介されており、藤子の作品『パーマン』同様、読者である子供たちが「自分もなれそうだ」と思うようなヒーローとして描かれた作品である。本作の主人公たちは有事にはヒーローとして活躍するものの、基本的には子供であり、ヒーローでない日常生活では親や先生に叱られたり、ヒーローとしての行動時も悪人の前でうっかり失敗をするなど、子供らしさが常に描かれている。
藤子（藤本）の代表作『ドラえもん』では、掲載誌の対象年齢に合わせてドラえもんがひみつ道具を出す動機が描き分けられていたが、本作もまた複数の雑誌に連載されており、幼年向けの『たのしい幼稚園』、さらに低年齢向けの『おともだち』で、それぞれ内容を描き分けるといった工夫が行われている。特に『おともだち』では、パジャママンが雪合戦で活躍したり、猛暑を凌ごうと南極へ行くためにパジャママンの力を使ったりといった具合に、悪人がまったく登場しないエピソードすらあり、「強くなって悪人を倒す」という願望が子供の成長につれて強まることを意識したものと見られている。
子供たちへの教育を意識し、『おともだち』掲載分ではエピソードごとに「理科」「算数」「しつけ」などの項目が付記され、作中で描かれていることをどのように教育に活用するのかが指示されていた。これらは『藤子・F・不二雄大全集』にはそのまま収録されている。また『たのしい幼稚園』での連載中に『パジャママンとおやくそく』と題し、挨拶や交通安全などの教育のためのミニ漫画も掲載されていた。
連載当時はテレビアニメ化の企画も進行しており、実現には至らなかったものの、『藤子・F・不二雄大全集』にはアニメ企画時のキャラクターデザインなどの資料が収録されている。
主人公たちの「2人組のヒーロー + α」というチーム編成の図式や、地中にロケットが埋まっているという設定は、後の藤本の作品『ミラ・クル・1』に受け継がれており、チーム編成については『T・Pぼん』や『エスパー魔美』にも通じるものがある。また、作中では有事に際し、主人公が普段過ごしている自室に秘密基地ともいえるロケットへの入口が出現するが、この構図は藤本のSF短編作品『ベソとこたつと宇宙船』や大長編ドラえもん『のび太の宇宙開拓史』との共通点も指摘されている。

## あらすじ
東京都の最近開けた住宅地に引っ越してきた少年・山田タツ夫は、同じ日に隣に引っ越してきた少女・川田エミと知り合う。引越しの日の夜、2人は地下に眠っていたロケットに招かれ、超人的な力を身につけるスーパーパジャマを手に入れた。パジャママンとなったタツ夫たちは犯罪者や災害などに立ち向かい、町の平和を守り続ける。
（『ディズニーランド』版のみ発端部分がなく、最初からスーパーパジャマを2人が保有しコアちゃんが動ける状況から始まっており、最終回までロケットは一切出てこないため詳細不明。）
他3誌では終わりらしい終わりのないまま終了しているが、『テレビマガジン』版は竜が落ちた伝説（実はロケット墜落事故）を調べに来た探検家が現れ、ロケットの秘密を守る防衛作戦が締めの回となっている。

## 登場人物

### パジャママンとその仲間
山田 タツ夫（やまだ タツお）
主人公の1人。ロケットから託されたスーパーパジャマを着て「パジャママン」となり、町の平和を守る。
年齢はエミと同級で『テレビマガジン』版では小学生、『たのしい幼稚園』では幼稚園児（他2誌では教育機関の場面が一切ないので不明）。
素では同年齢基準でもかなり弱く、自分より小柄なデメケンに腕相撲で負ける場面がある。
『おともだち』版では入浴を嫌がる描写がある が、同話の最後で銭湯には喜んで入ったり『テレビマガジン』版では温泉に自分から入ってエミを誘う など単に自宅の風呂が嫌いなだけらしい。
川田 エミ（かわだ エミ）
主人公の1人。ロケットから託されたスーパーパジャマを着て「ネグリちゃん」となり、パジャママンとともに町の平和を守る。
コアラ（コアちゃん）
エミの持っていたコアラのぬいぐるみ。『テレビマガジン』版第2話「コアちゃんのかつやく」でロケットによる手術でロボットとなり、タツ夫とエミをサポートする。
戦闘能力に特筆する物はないが、嗅覚が優れている、発信機となって電波を放つというサポート用の能力がある。
ロケット
ユメジ星という別の星からやって来たロケット。意思を持ち、言葉を話すこともできる。数百年前に地球に墜落し、乗組員たちが脱出した後、地中に埋まったまま友達を探していた。タツ夫とエミと友達になり、友情の証としてスーパーパジャマを与えた。内部にはモニタールーム（主に山田家や川田家の勉強部屋を映す）や、悪人に殺された探検家（山田家の知人）を蘇生した手術室などが装備されている。また本体からは触手が伸び、先端が山田・川田家の勉強部屋の床に融合して出入口となったり、地上の様々な場所に融合して出撃口になったりする。
なお前述の探検家や近所の老婆の話ではこのロケットのことを「太古の昔に炎に包まれて落下した竜」と呼んでおり、その祟りを恐れてこの土地は買い手が無かったという。

### 町の人たち
大太郎（だいたろう）
タツ夫たちの住む町のガキ大将。パジャママンに憧れ、自分をパジャママンの親友だと周囲に言いふらしている。
デメケン
大太郎の子分的少年。大太郎と一緒になって、タツ夫をからかう。

## パジャママンの主な能力
パジャママンの道具としては一番多く登場する『テレビマガジン』版ではスーパーパジャマ、ジャンプグツ、ドリームガン、ユリカ号、並びにこれらを収納するホルスターがロケットから与えられている。以下の説明は特筆ない限り「パジャママンたんじょう」でロケットやタツ夫たちのセリフより。
スーパーパジャマ
ユメジ星で作られたパジャママンの力の源になるパジャマ。一般的な「パジャマ」とはデザインが異なり、つなぎのように上下一体で腹側を開いて入る構造になっている。
きわめて防具として優れており、ピストルの弾を至近距離で連続で受けてもなんでもない他、柔らかで温かく涼しい着心地で体に合わせ伸縮する、この布から装備者の体にエネルギーが送られ力などを増す効果もある。
なお、エネルギー伝達の関係で全裸で装備の必要があり（パンツなども履いてはいけない）、タツ夫の物を奪って服の上に着たピストル男は防御力増強が発揮されずに枝に頭をぶつけただけでダウンした。
ヘルメット（劇中未呼称）
スーパーパジャマの付属品のヘルメット、トランシーバーが付属。
ジャンプグツ（はだしぐつ）
履くと20mまで飛び上がれる靴。
ドリームガン
タツ夫のホルスターを叩くと登場する銃。
中に眠りガスが詰まったマクラ型の弾を発射して相手を眠らせるが、劇中敵を取り押さえる際は力づくで縛り上げることが多いため、発砲は「ユーレイが出た！」の一度だけ（「パジャママンたんじょう」では出したが取り損ねて未使用）で、さらにこの時も相手が虚像だったためガスが効かず本来の目的を果たすことはなかった。
ユリカ号
エミのホルスターを叩くと登場する乗物。
空を飛べるが地上をホバークラフトのように走行もできる。操縦は「三輪車より簡単（タツ夫、談）」である程度は自動操縦もできる。
企画時はタツ夫とエミがそれぞれ単座の機体（ユリカ号ナンバー1とナンバー2、色が若干異なりエミ側の方が明るい）に1機づつ乗る構成だったが、本編ではエミの物1機だけで2人で相乗りしていた。
これ以外に、匂いをかぐとタツ夫やエミの事を忘れる「わすれ草（わすれぐさ）」 や飲むと決められた時間で体内で鳴り出す「目ざましぐすり」 を必要に応じ貰っている。

## 書誌情報
- 藤子・F・不二雄『パジャママン きゃぷてんボン ほか』小学館〈藤子・F・不二雄大全集〉、2010年。ISBN 978-4-09-143440-1。